# Villanúa
Villanúa (aragónul Villanuga vagy Vellanuga) község Spanyolországban, Huesca tartományban. Villanúa Canfranc, Sabiñánigo, Jaca, Castiello de Jaca, Borau és Aísa községekkel határos. Lakosainak száma 571 fő (2024).

## Népesség
A település népessége az utóbbi években az alábbiak szerint változott:
| Lakosok száma | 349  | 381  | 478  | 477  | 499  | 475  | 450  | 432  | 560  | 571  |
|               | 2001 | 2004 | 2007 | 2009 | 2012 | 2014 | 2017 | 2019 | 2022 | 2024 |